# 시카고 저스티스
《시카고 저스티스》(영어: Chicago Justice)는 2017년 방영된 미국의 변호사 드라마이다.